# Данилов Фелікс Йосипович
Фе́лікс Йо́сипович Дани́лов (* 4 липня 1940, Дніпропетровськ) — український науковець, доктор хімічних наук, професор, в 1986 — січні 2013 — завідувач кафедри фізичної хімії Українського державного хіміко-технологчного університету в Дніпропетровську; 2005 — звання «Заслужений діяч науки і техніки України»; лауреат Державної премії України в галузі науки і техніки 2018 року за співавторство у роботі «Хімічний дизайн наноструктурованих матеріалів» (указ № 110/2019 від 08.04.2019 року).

## Життєпис
Учень та представник наукової школи М. О. Лошкарьова. У 1985 році захистив докторську дисертацію на тему «Кінетичні і технологічні закономірності процесів електроосадження металів за участю поверхнево-активних органічних речовин» за спеціальністю електрохімія в Дніпропетровському хіміко-технологічному інституті.
В 1986 році по професору Лошкарьову Михайлу Олександровичу стає завідувачем кафедри фізичної хімії Дніпропетровського Українського державного хіміко-технологчного університету.
Під його керівництвом розроблено та отримано новий теоретичний і експериментальний матеріал, з допомогою якого суттєво розвинуто теорію поляризації.
Розроблений процес хромування впроваджено в Болгарії, разом з іноземними партнерами запущено технологію цинкування муфт на нових підприємствах.
Група науковців під його керівництвом створила кількісну теорію впливу адсорбції ПАР (поверхнево-активні речовини), водорозчинених полімерів та поліелектролітних комплексів на кінетику й механізм електрохімічних реакцій, що супроводжуються фазоутворенням осадів.
Досягнуто успіхів в циклі робіт по створенню «зеленої» гальванотехніки.
Розроблено і впроваджено технології гальванопокриття цинком, кадмієм, хромом, свинцем та його сплавами — без участі токсичних речовин (ціаніди, флориди і сполуки Cr(VI)).
1994 року основою для створення Науково-дослідного інституту гальванохімії стала Проблемна науково-дослідна лабораторія електроосадження металів і підготовки поверхні перед нанесенням покриттів Українського державного хіміко-технологчного університету, в складі НДІ працювало 60 науковців, з них 3 доктори та 16 кандидатів наук під керівництвом Данилова.
З лютого 2013 року кафедру очолив доктор хімічних наук, професор Веліченко О. Б.
Основний науковим напрямком його робіт є фундаментальні і прикладні аспекти електродних процесів, що перебігають в умовах адсорбції органічних речовин, зміни структури та складу багатофазового приелектродного шару.
Є автором 435 наукових публікацій.
Зареєстровано 51 патент.
Як педагог підготував 5 докторів наук.